# 頭蓋表筋
頭蓋表筋（とうがいひょうきん）は頭部の浅頭筋のうち、前頭、後頭、側頭部にかけての筋肉の総称。筋肉の一方が皮膚で終わっている皮筋である。
人間の頭蓋表筋は、後頭前頭筋と側頭頭頂筋によって構成される。